# Lepidium heterophyllum
Lepidium heterophyllum é uma planta bienal herbácea da família das Brassicaceae. Os seus frutos são redondos. As folhas da base formam uma roseta basilar, são pecioladas, com o limbo ovado-oblongo ou elíptico, inteiras ou subinteiras; as folhas ao longo do caule são lanceoladas, levemente triangulares, dentadas. Cresce frequentemente em terrenos cultivados e nas beiras dos caminhos. Pode ser confundida com a bolsa-de-pastor cujos frutos, contudo, têm a forma de pequenos corações.